# 板溪镇 (酉阳县)
板溪镇，是中华人民共和国重庆市酉阳土家族苗族自治县下辖的一个乡镇级行政单位。

## 行政区划
板溪镇下辖以下地区：
三角村、红溪村、扎营村、摇铃村、杉树湾村和山羊村。